# Den store Gargantuas förskräckliga leverne

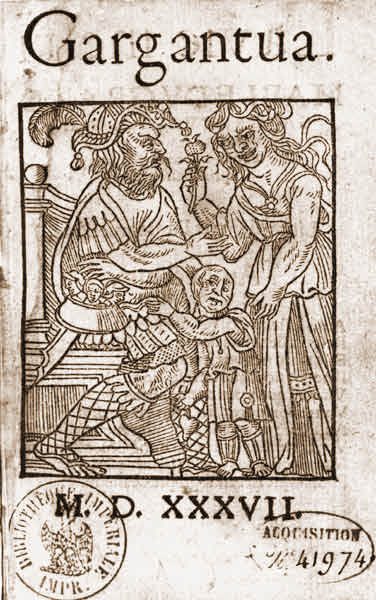
François Rabelais, Gargantua, Lyon, Denis de Harsy (1537).

Den store Gargantuas förskräckliga leverne (La vie très horrifique du grand Gargantua père de Pantagruel) är en bok skriven av François Rabelais. Boken kom ut år 1534 och är antagligen den mest kända från den franska renässansen. Jätten Gargantua och dennes son Pantagruel förekommer i flera folkböcker publicerade före Den store Gargantuas förskräckliga leverne. 
Ordet gargantuansk betyder överdrivenhet i fråga om mat och dryck.
Gargantua sägs vara gigantisk och festar på människor. Både far och son hade minst sagt ovanliga födslar. Gargantua föddes genom sin mors öra och Pantagruel föranleddes av en karavan av saltade kötträtter genom sin moders liv.